# Diecezja Chalatenango
Diecezja Chalatenango (łac. Dioecesis Chalatenangensis) – diecezja Kościoła rzymskokatolickiego w Salwadorze. Należy do metropolii San Salvador. Została erygowana 30 grudnia 1987.

## Główne świątynie
- Katedra: Katedra św. Jana Chrzciciela w Chalatenango

## Biskupi diecezjalni
- Eduardo Alas Alfaro (30 grudnia 1987 - 21 kwietnia 2007)
- Luis Morao Andreazza OFM (21 kwietnia 2007 - 14 lipca 2016)
- Oswaldo Estéfano Escobar Aguilar OCD (od 14 lipca 2016)